# Dasineura wahlenbergiae
Dasineura wahlenbergiae är en tvåvingeart som beskrevs av Peter Kolesik 1998. Dasineura wahlenbergiae ingår i släktet Dasineura och familjen gallmyggor. Inga underarter finns listade i Catalogue of Life.